# João Paulo & Daniel Vol. 5
João Paulo & Daniel Vol. 5 é o quinto álbum de estúdio da dupla sertaneja brasileira João Paulo & Daniel. Foi lançado em 1993 pela Chantecler. Teve como sucessos as canções "Só Dá Você na Minha Vida", que, inclusive, ganhou um videoclipe, "Dia de Visita", "Rosto Molhado", "O Cheiro Dela", "Te Cuida Coração", e "Cuida de Mim". O álbum chegou a marca de 400 mil cópias vendidas em todo o Brasil e conquistou o disco de platina.

## Faixas
| N.º | Título                      | Compositor(es)                   | Duração |  |
| 1.  | "O Cheiro Dela"             | Rick / Renner                    | 2:49    |  |
| 2.  | "Você é Minha Fantasia"     | Elias Muniz                      | 4:12    |  |
| 3.  | "Eu Quero Seu Amor Pra Mim" | Elias Muniz / Alexandre          | 3:03    |  |
| 4.  | "Só dá Você na Minha Vida"  | Rick                             | 3:04    |  |
| 5.  | "Dia de Visita"             | Moacyr Franco                    | 4:01    |  |
| 6.  | "Te Cuida Coração"          | Pinocchio / Ana Paula            | 4:07    |  |
| 7.  | "Ainda Te Amo"              | Rick / João Paulo                | 2:53    |  |
| 8.  | "Saudade"                   | César Augusto / William Santana  | 4:14    |  |
| 9.  | "Deixa Ela Comigo"          | Joel Marques                     | 2:34    |  |
| 10. | "Malícia de Mulher"         | Peninha / Tivas                  | 3:42    |  |
| 11. | "Rosto Molhado"             | Ronaldo Adriano / José Fortuna   | 3:37    |  |
| 12. | "Cuida de Mim"              | Edinho da Mata / Silmara Pierine | 3:44    |  |

## Certificações
| País          | Certificação | Data | Certificado de vendas |
| ------------- | ------------ | ---- | --------------------- |
| Brasil (ABPD) | Platina      | 1996 | 400.000               |